# Ец, Иосиф Михайлович
Иосиф Михайлович Ец (1907—1941) — советский художник.

## Биография
Иосиф Михайлович (в документах также встречаются варианты Мовшевич и Моисеевич) Ец родился в 1907 году в Нижнем Новгороде. В 1929 году окончил графический факультет Ленинградского художественного педагогического техникума (ныне — Санкт-Петербургское художественное училище имени Н. К. Рериха). Обучался под руководством художника В. Н. Левицкого. С 1931 года работал иллюстратором в журналах «Рабочий и театр», «Ленинград», «Юный пролетарий», иллюстрировал также ряд детских книг для издательства детской литературы «Детгиз». Являлся активным членом творческого объединения Ленинградских художников «Боевой карандаш», рисовал политические плакаты.
С началом Великой Отечественной войны Ец рисовал пропагандистские плакаты антифашистской тематики. Летом 1941 года он был призван на службу в Военно-морской флот СССР Вязовским районным военным комиссариатом Сталинградской области (ныне — территория Еланского района Волгоградской области). Согласно документам объединённой базы данных Центрального архива Министерства обороны Российской Федерации «Мемориал», командовал 3-м батальоном 1-й особой бригады морской пехоты и 25 сентября 1941 года пропал без вести во время боёв под Ленинградом.

## Работы
|                              |                                              |                                  |
| Штурм Зимнего. 1939—1940 гг. | Вступление Красной Армии в Аккерман. 1940 г. | Плакат «Танк-универмаг». 1941 г. |

|                |                  |           |           |           |
| Обложка книги. | Первая страница. | Страница. | Страница. | Страница. |